# 池田豊 (政治家)
池田 豊（いけだ ゆたか、1957年〈昭和32年〉5月30日 - ）は、日本の政治家。山口県防府市長（2期）。

## 経歴
山口県防府市出身。防府市立松崎小学校、防府市立国府中学校、山口県立防府高等学校卒業。1981年（昭和56年）3月、山口大学経済学部卒業。同年4月、山口県庁に入庁。総合企画部理事、総務部長などを経て、2017年12月31日付で山口県庁を退職。
2018年（平成30年）1月11日、任期満了に伴う防府市長選に立候補する意向を正式に表明した。同月中に自由民主党に入党。同年5月27日執行の市長選に自民党・公明党の推薦を得て立候補。松浦正人市長の後継指名を受けた前副市長の村田太を破り初当選を果たした。6月21日、市長就任。
※当日有権者数：95,568人 最終投票率：46.68%（前回比：＋0.1pts）
| 候補者名 | 年齢 | 所属党派 | 新旧別 | 得票数   | 得票率 | 推薦・支持             |
| -------- | ---- | -------- | ------ | -------- | ------ | ---------------------- |
| 池田豊   | 60   | 無所属   | 新     | 23,793票 | 53.92% | （推薦）自民党・公明党 |
| 村田太   | 61   | 無所属   | 新     | 20,334票 | 46.08% |                        |

2019年（平成31年）3月31日、防府市文化振興財団会長を退任。
2019年（平成31年）4月1日、有限会社野島海運代表取締役
2022年（令和4年）5月22日、防府市長選挙で再選。

## 市政
- 2020年（令和2年）4月27日、新型コロナウイルス感染症の拡大を受けて様々な緊急対策を発表した。事業継続緊急支援給付金として2億円を計上し、市内の飲食や観光関連、理美容、タクシー、貸し切りバスなどに1事業者当たり一律20万円を給付。一時休業している中小企業には国の雇用調整助成金に上乗せ補助し、上限100万円で休業手当額の10分の1を支給する。感染防止対策として1億400万円を計上し、幼稚園と保育所、福祉施設に1施設当たり10万円を支給。さらに感染症の終息後を見据え、飲食業や観光業の活性化対策に2億1千万円を計上。乳幼児から中学生までがいる家庭に市内飲食店で利用できる外食クーポン券を子ども1人当たり1万円分を配布する[9]。
- 同年同日、コロナ対策の財源に充てるため、自身の5月から10月までの月額給与と6月期末手当を20％減額すると発表した、副市長については10％減額する[9]。